# Steel Aréna
La Steel Aréna, detta anche Košický štadión Ladislava Trojáka, è lo stadio del ghiaccio della città di Košice, in Slovacchia, ed ospita le partite casalinghe dell'HC Košice, squadra della Slovak Extraliga. Attualmente può contenere 8.340 spettatori.

## Storia
Il palazzetto, dopo un anno circa di lavori, fu inaugurato il 24 febbraio 2006 con una partita fra la squadra di casa contro l'HC Dukla Trenčín. Dopo alcuni lavori di ristrutturazione la sua capacità è di 8.340 posti a sedere, e deve il suo nome all'azienda che la sponsorizza, la U. S. Steel Košice (appartenente al gruppo statunitense United States Steel). È nota anche intitolata alla memoria di Ladislav Troják, giocatore di hockey su ghiaccio nato a Košice, primo slovacco capace di vincere il campionato mondiale di hockey su ghiaccio con la maglia della Cecoslovacchia.
La Steel Aréna è stato uno dei due palazzetti che ha ospitato il Campionato mondiale di hockey su ghiaccio maschile 2011, insieme alla Samsung Arena di Bratislava.